# Figure 8 (album)
Pour les articles homonymes, voir Figure 8.
Albums de Elliott Smith
XO
(1998) From a Basement on the Hill
(2004)

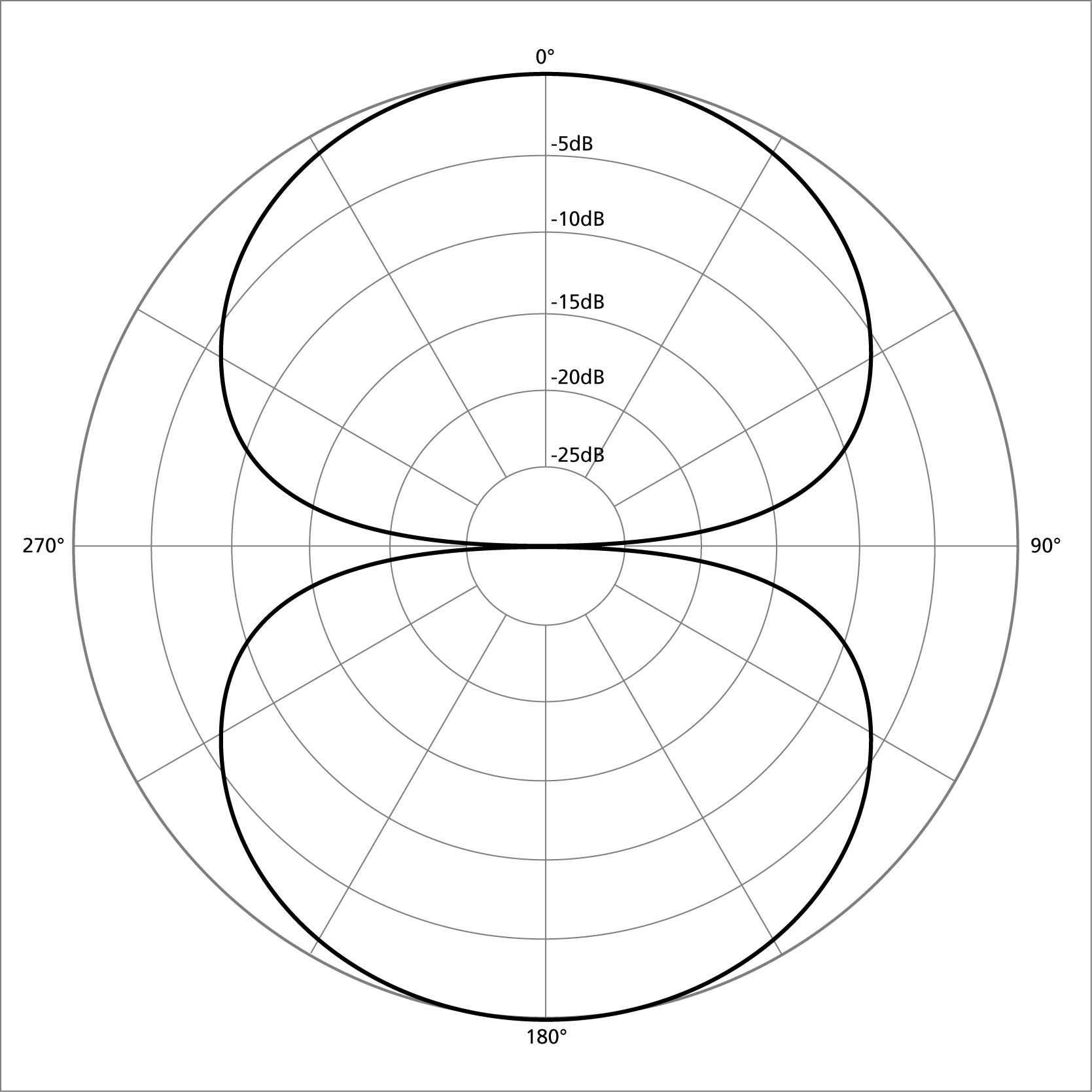
La « figure en huit » d'un microphone bidirectionnel, évoquée dans l'album.

Figure 8 est le cinquième album de l'auteur-compositeur-interprète Elliott Smith, sorti en 2000, sur le label DreamWorks. D'abord intitulé Place Pigalle après un séjour parisien du chanteur au printemps 1999 durant lequel il a composé la chanson du même nom, le titre final fait référence à la figure de patinage dite « figure huit », où le patineur trace un 8. Il évoque l'entraînement du patineur qui, sans relâche, recommence jusqu'à atteindre une forme de perfection mais également le schéma de prise de son des microphones bidirectionnels, communément appelé « figure en huit », voire "un symbole qui signifie 'éternité'.

## Liste des morceaux
1. Son Of Sam - 3:04
2. Somebody That I Used To Know - 2:09
3. Junk Bond Trader - 3:49
4. Everything Reminds Me Of Her - 2:37
5. Everything Means Nothing To Me - 2:24
6. L.A. - 3:14
7. In The Lost And Found - 4:32
8. Stupidity Tries - 4:24
9. Easy Way Out - 2:44
10. Wouldn't Mama Be Proud? - 3:25
11. Color Bars - 2:19
12. Happiness (The Gondola Man) - 5:04
13. Pretty Mary K - 2:36
14. I Better Be Quiet Now - 3:35
15. Can't Make A Sound - 4:18
16. Bye - 1:53

## Hommage
En 2015, à l’initiative de Yann Debiak,  le groupe « The Color Bars Experience » voit le jour. Il est composé de onze musiciens classiques et fait revivre l’album Figure 8 avec trois chanteurs qui ont connu Elliott Smith : Jason Lytle, Troy Von Balthazar et Ken Stringfellow, sur des arrangements de Christophe Patrix.
Le premier concert de cet hommage a lieu le 24 avril 2015 au Printemps de Bourges 15 ans après la sortie de l'album d'Elliott Smith.  
Puis à la demande de Vincent Theval producteur de "Label Pop" (France Musique) une session en public est enregistrée le 2 mai 2015. Elle est gravée sur un vinyle en série limitée et intitulée High on the Sound (Microcultures Records). Il comporte tous les titres de l’album Figure 8 ainsi qu'un texte revenant sur certains aspects méconnus de la genèse de cet album.  
Les titres Place Pigalle et Figure 8 sont ajoutées lors des concerts de la tournée du mois de décembre 2015.
Le concert du 15 décembre 2015 est filmé par Arte web TV au Lieu Unique de Nantes dans le cadre de la "Folk Journée"